# Jarno Van Mingeroet
Jarno van Mingeroet (Dendermonde, 23 september 1977) is een Belgisch voormalig wielrenner.

## Belangrijkste resultaten
2005
- Beverbeek Classic
- 2e in Gooikse Pijl, Gooik (Brabant)

2007
- 2e in 5e etappe deel a Circuito Montañés, Torrelavega (Cantabria), Spanje
- 1e in Kortemark Individueel - GP Gemeente Kortemark, Kortemark (West-Vlaanderen)